# اثر سایناک

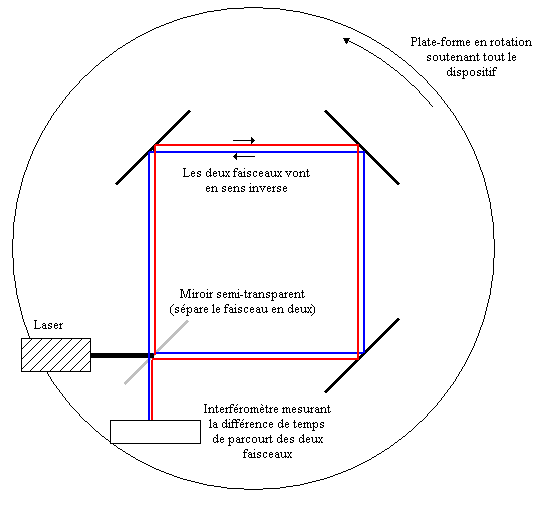
نمایی از ساختار تداخل‌سنج سایناک. یک‌پرتو نور، به دو پرتو نور، تقسیم می‌شود که حلقه را در جهت مخالف می‌چرخانند و در خروجی با‌هم برخورد می‌کنند. تداخل‌سنج بر روی میز چرخشی، نصب‌شده است. فرمول سایناک رابطهٔ بین حرکت نمایش در تداخل و سرعت چرخش را تعیین می‌نماید.

اثر سایناک یا تداخل سایناک (به انگلیسی: Sagnac interference) که به افتخار ژرژ سایناک (به فرانسوی: Georges Sagnac) فیزیک‌دان اهل فرانسه، نام‌گذاری‌شده است. این تداخل، پدیده‌ای است که در تداخل‌سنجی حاصل از چرخش روی می‌دهد. اثر سایناک در حالت پیکربندی خاصی که تداخل‌سنجی حلقه‌ای نامیده می‌شود آشکار می شود. یک باریکه نور تقسیم شده و دو باریکه حاصل در یک خط سیر اما در خلاف جهت یکدیگرهدایت می شوند. برای تشکیل حلقه، مسیر حرکت باید به یک رویه محصور باشد. در برگشت به نقطه ورودی، به باریکه‌های نور اجازه داده می شود‍‍‍‍ طوری از دستگاه خارج شوند که یک الگوی تداخلی یا انتشار امواج بدست بیاید. موقعیت خطوط تداخل به سرعت زاویه‌ای پیکربندی بستگی دارد. به این مجموعه تداخل‌سنج سایناک نیز گفته می شود.

## منبع
ویکی‌پدیای انگلیسی.